# Siège social de Stora Enso
Le siège social de Stora Enso (finnois : Stora Enson pääkonttori) anciennement siège social d'Enso-Gutzeit est un bâtiment situé dans le quartier de Katajanokka d'Helsinki en Finlande. 

## Histoire
Le bâtiment conçu par Alvar Aalto  est situé au 1, Kanavaranta, dans le quartier  de Katajanokka à Helsinki.